# Mantenay-Montlin
Mantenay-Montlin ist eine französische Gemeinde im Département Ain in der Region Auvergne-Rhône-Alpes. Sie gehört zum Kanton Replonges im Arrondissement Bourg-en-Bresse.

## Lage
Die Gemeinde Mantenay-Montlin liegt an der Reyssouze im Zentrum der Bresse, 50 Kilometer nordnordwestlich von Bourg-en-Bresse. Sie grenzt im Norden an Courtes, im Nordosten an Saint-Nizier-le-Bouchoux, im Südosten an Lescheroux, im Süden an Saint-Julien-sur-Reyssouze, im Südwesten an Saint-Jean-sur-Reyssouze, im Westen an Servignat und im Nordwesten an Saint-Trivier-de-Courtes.

## Bevölkerungsentwicklung
| Jahr                       | 1962 | 1968 | 1975 | 1982 | 1990 | 1999 | 2006 | 2013 | 2021 |
| Einwohner                  | 361  | 319  | 270  | 252  | 256  | 246  | 276  | 309  | 308  |
| Quellen: Cassini und INSEE |      |      |      |      |      |      |      |      |      |

## Sehenswürdigkeiten

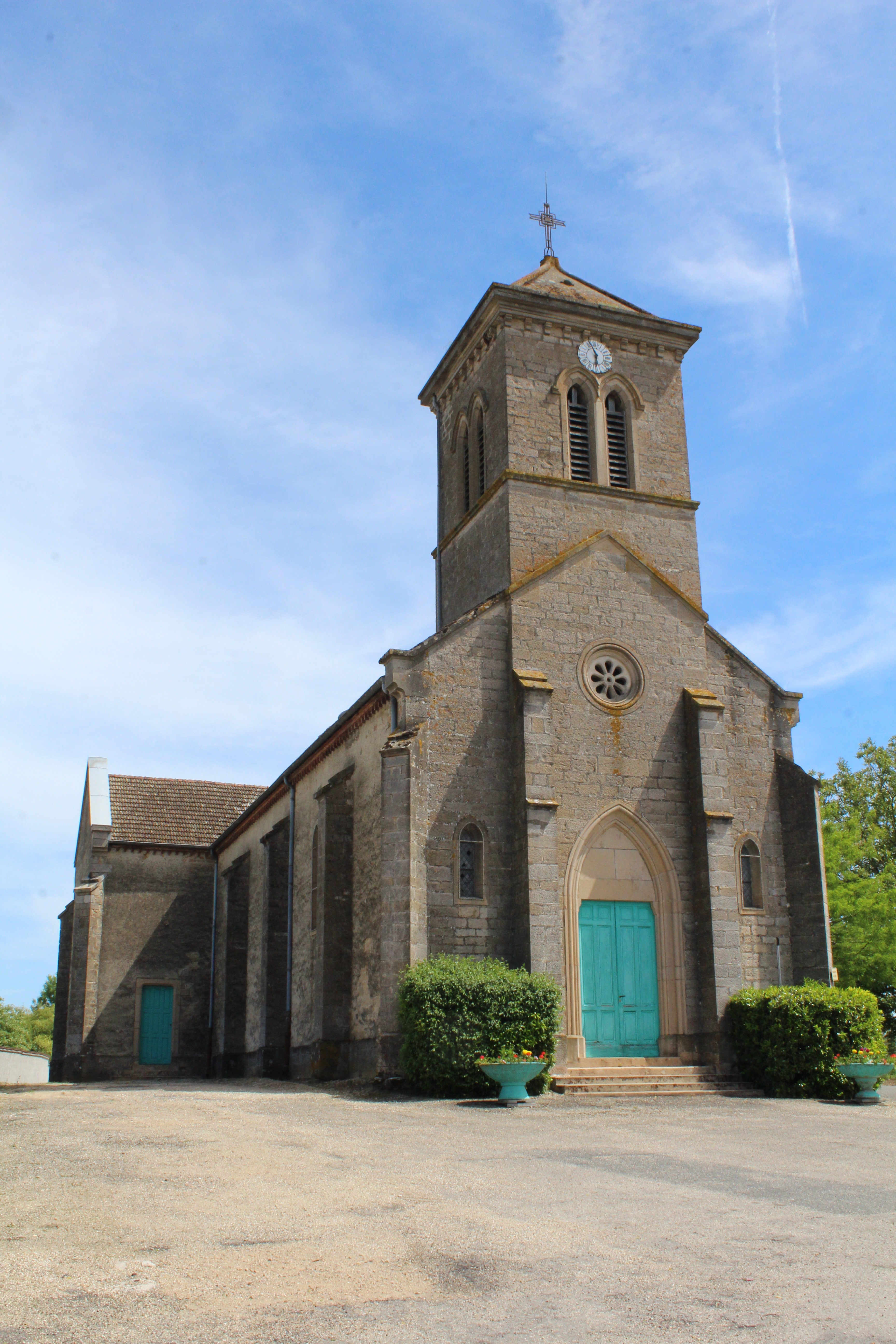
Kirche Sainte-Marie-Madeleine
- Bressehuhn-Statue
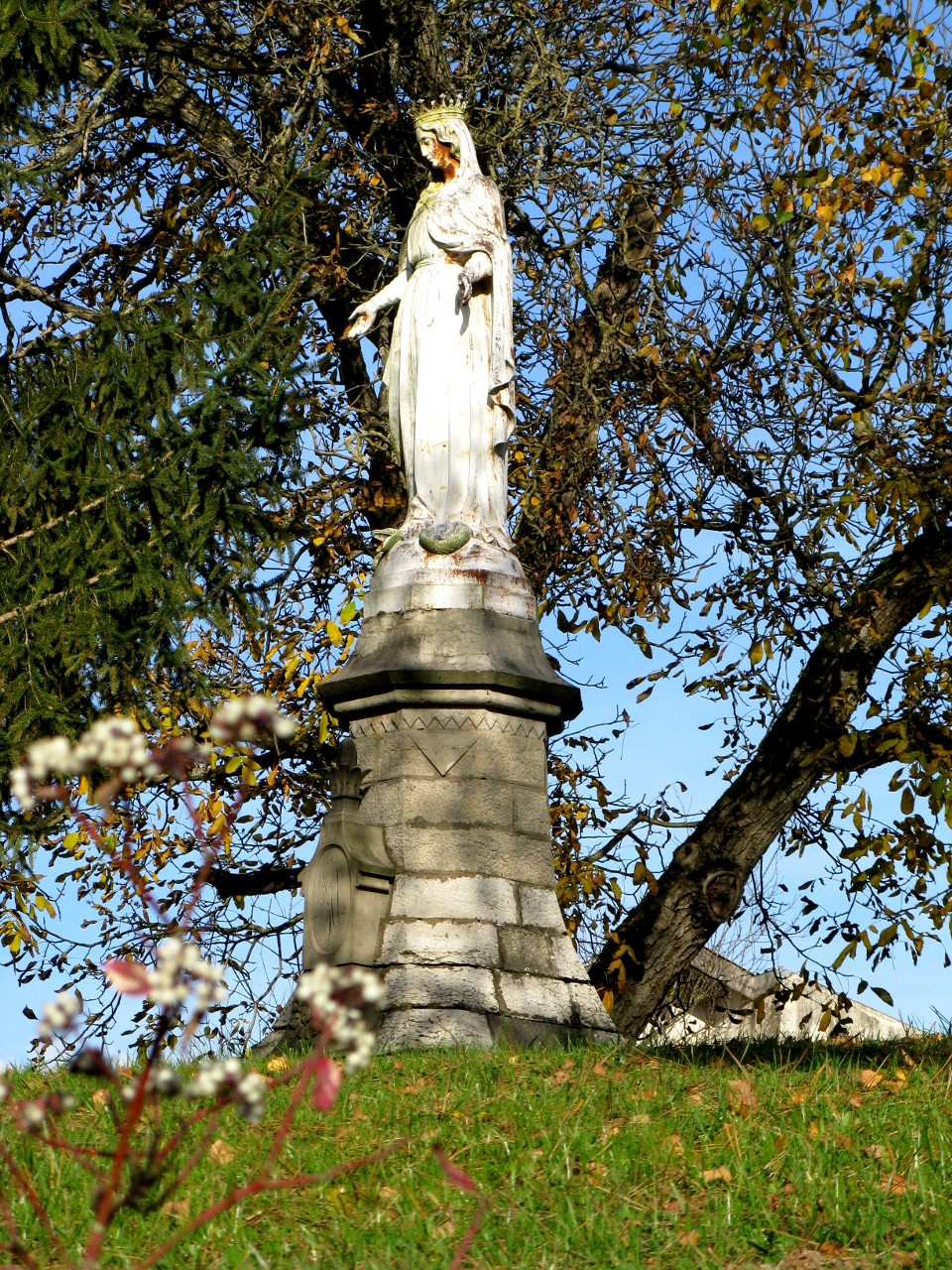
Marienstatue
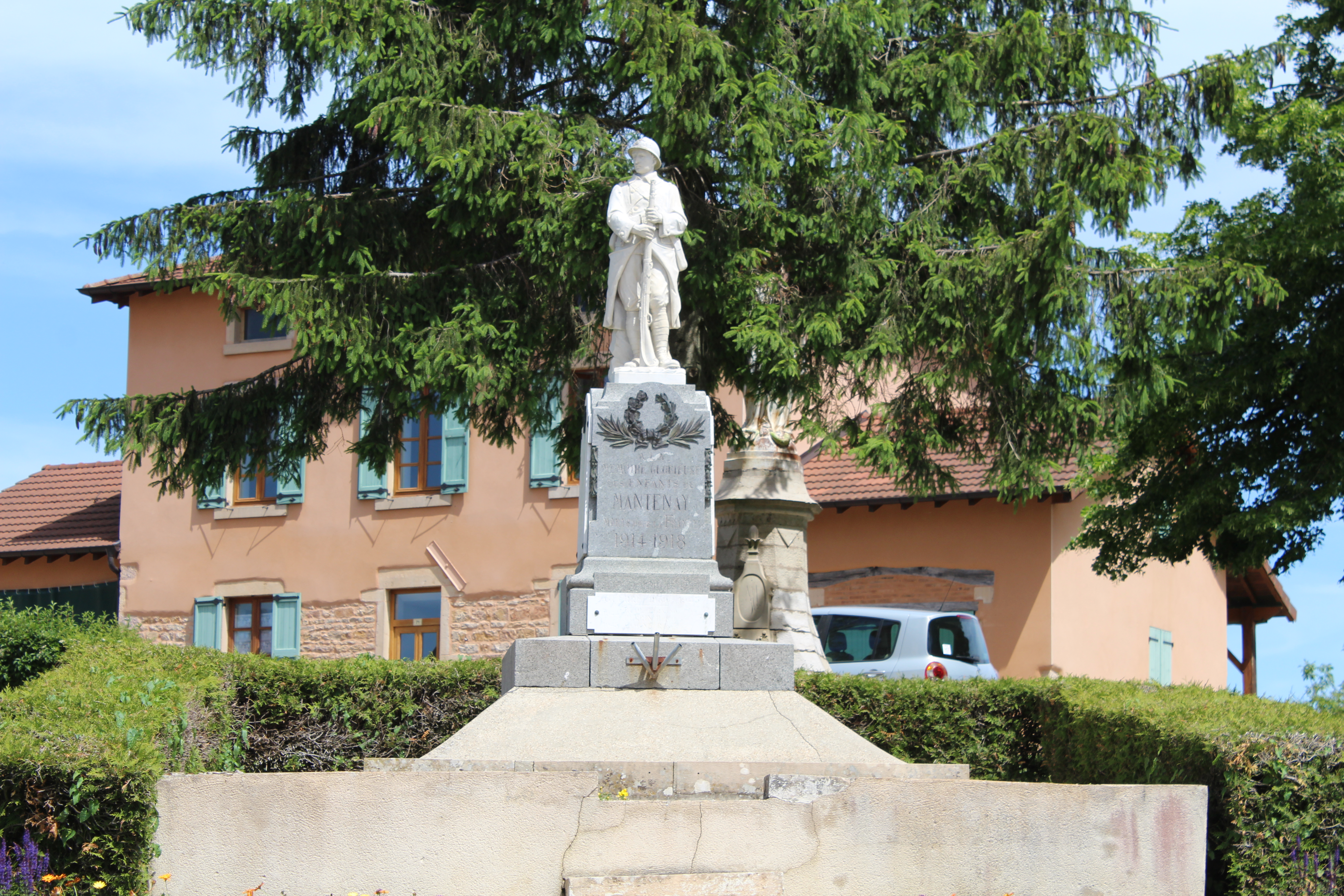
Gefallenendenkmal

- Kirche Sainte-Marie-Madeleine
- Marienstatue
- Gefallenendenkmal